# Michel Rasquin (football)
Ne doit pas être confondu avec Michel Rasquin.
Michel Rasquin, né le 20 février 1964 à Ougrée, est un joueur de football belge. Il évoluait au poste de défenseur central.

## Biographie
Michel Rasquin commence sa carrière professionnelle au RFC Liège lors du championnat 1984-1985, avant de rejoindre deux ans plus tard le RFC Seraing où il joue trois saisons.
Après une année de transition au Beerschot, il va porter les couleurs du Sporting Charleroi pendant 7 saisons, entre 1990 et 1997. Il sera un des piliers de l'axe défensif des Zèbres principalement aux côtés de Čedomir Janevski. Il fait partie de l'équipe finaliste de la coupe de Belgique 1993, battue 2-0 contre le Standard de Liège. Il participe également aux trente-deuxièmes de finale de la Coupe UEFA 1994-1995 où les Carolos sont éliminés par le Rapid Bucarest, malgré une victoire 2-1 à domicile.
Il poursuit sa carrière par un court passage au RWD Molenbeek, avant de la terminer dans sa région d'origine, au Sprimont Comblain Sport en juin 1999.

## Palmarès
- Finaliste de la Coupe de Belgique en 1993 avec le Sporting Charleroi